# Naissance en 947
Naissance
- 943
- 944
- 945
- 946
- 947
- 948
- 949
- 950
- 951

Cette page dresse une liste de personnalités nées au cours de l'année 947 :
- Fujiwara no Koshi, Impératrice consort du Japon.
- Al-Qadir, ou Abû al-`Abbâs al-Qâdir bi-llah Ahmad ben al-Muqtadir, calife abbasside de Bagdad.
- Rajaraja Chola Ier, roi des Chola.

## Crédit d'auteurs
- Cet article est partiellement ou en totalité issu de l'article intitulé « 947 » (voir la liste des auteurs).